# Opolany
Opolany (en allemand : Groß Opolan) est une commune du district de Nymburk, dans la région de Bohême-Centrale, en République tchèque. Sa population s'élevait à 889 habitants en 2020.

## Géographie
Opolany se trouve à 7 km à l'est-sud-est de Poděbrady, à 35,5 km au sud-sud-est de Nymburk et à 57 km au nord-est de Prague.
La commune est limitée par Odřepsy au nord, par Dobšice à l'est, par Sány et Velký Osek au sud, et par Libice nad Cidlinou à l'ouest.

## Histoire
La première mention écrite de la localité date de 1227.

## Administration
La commune se compose de quatre quartiers :
- Kanín
- Opolánky
- Opolany
- Oškobrh

## Transports
Par la route, Opolany se trouve à 8,5 km de Poděbrady, à 52 km de Nymburk et à 62 km du centre de Prague.